# Cecily Adams
Cecily April Adams (Queens, 6 februari 1958 – Los Angeles, 3 maart 2004) was een Amerikaans actrice, casting director en theaterdirectrice. Zij speelde de rol van Ishka in de televisieserie Star Trek: Deep Space Nine.
Cecily Adams was getrouwd met acteur Jim Beaver van 1989 tot aan haar dood in 2004. Samen hadden ze 1 kind. Verder was zij de dochter van acteur Don Adams en was zij de nicht van acteur Dick Yarmy en actrice Alice Borden.

## Filmografie
- Get Smart, Again! (1989)
- Little Secrets (1991)
- Ordeal in the Arctic (1993)

## Televisieseries
- Simon & Simon (1982)
- Check It Out (1987)
- The Equalizer (1988)
- Equal Justice (1991)
- Melrose Place (1993)
- Courthouse (1995)
- Cleghorne! (1995)
- Home Improvement (1995)
- Murder One (1996)
- Star Trek: Deep Space Nine (1997-1999)
- Jenny (1997)
- Murphy Brown (1997)
- Party of Five (1997)
- Just Shoot Me! (1997)
- Total Recall 2070 (1999)